# Hana Majaj
Hana Majaj (àrab: هناء مجاج, Hanāʾ Majāj) (Amman, Jordània, 14 de setembre de 1982) és una nadadora jordana retirada, especialitzada en proves de papallona. Va representar a Jordània en els Jocs Olímpics d'Estiu de 2000 que es van celebrar a Sydney. Va entrenar natació i busseig amb els BYU Cougars, equip de la Universitat Brigham Young de Provo.
Majaj només va competir en la prova de 200 metres papallona femenina en els Jocs Olímpics de Sydney 2000. Va rebre una invitació de la FINA per un programa universitari, sense aconseguir un temps mínim classificatori. Va participar en la primera sèrie contra altres tres nedadores: Chan Ala Suet de Hong Kong, Tinka Dančević de Croàcia, i Ana Carolina Aguilera de l'Argentina. Va finalitzar amb un temps de 2:31.78, el més alt de totes les sèries, per la qual cosa no es va classificar per a les semifinals i va quedar en la posició 36a en les sèries preliminars.